# Káel Norbert
Káel Norbert (Kazincbarcika, 1974. november 22. – ) Liszt Ferenc-díjas magyar zongoraművész, zeneszerző, egyetemi docens, a crossover zenei műfaj kiemelkedő művésze, a Virtuózok televíziós vetélkedő műsor zsűritagja, a zeneművészet doktora -DLA

## Pályafutása
7 évesen kezdett zongorázni, valamint zeneelméletet tanulni, szülővárosában, Kazincbarcikán.
Általános iskolai tanulmányai után először a miskolci majd a fővárosba költözése után a budapesti Bartók Béla Zeneművészeti Szakközépiskolában tanult. Már középiskolai tanulmányai alatt egyenlő intenzitással művelte és tanulmányozta a klasszikus és a jazz zenei stílusokat, amelyek fúziója később fő művészi profilja lett. Ezt követően a Liszt Ferenc Zeneművészeti Egyetemen Binder Károly, és Oláh Kálmán növendéke volt. 2001-től ösztöndíjasként 4 félévet töltött a bostoni Berklee College of Music-ban, majd New Yorkba költözött ahol koncertezett, és klasszikus zenei tanulmányokat folytatott a Juilliard School of music tanára, Matti Raekallio vezetésével.
Norbert már Bostonban jelentős zeneszerzői és hangszerelői sikereket ért el Pierre Huberson stúdiójában, a Nomadmusicban. Bobby Perry and the rain, illetve Pedro Almeida albumán is hangszerelőként illetve zeneszerzőként működött közre. Az USA-ban töltött évek alatt kristályosodott ki a jazz és a klasszikus zenei világot ötvöző stílusa. Érdeklődéséhez közel áll a világzene, és a magyar népzene, különösképpen a magyar népdal.
2014-ben megalapította a Jazzical triót Oláh Péter bőgőssel és Lakatos Peczek András Dobossal.
2014-ben elindította a Great Hungarian Songbook című zenei koncertműsort, amelyben magyar slágereket dolgozott át jazz és klasszikus zenei crossover stílusban. Zeneszerzőként, hangszerelőként és aktívan a koncerten is részt vett a műsorban.  A nagy sikerre való tekintettel azóta bemutatta a második valamint a harmadik részt is, amely 8 alkalommal volt hallható a Müpa és más koncerttermek műsorán. Ezzel párhuzamosan az elmúlt évek során koncertezett Binder Károllyal, Sebestyén Mártával, Fejes Krisztinával, Mahó Andreával, Tompos Kátyával, Takács Nikolasszal, Szőke Nikolettával, Vizin Viktóriával, Balog Józseffel, Miklósa Erikával, a Dohnányi Szimfonikus Zenekarral, Teodora Enache-al valamint Tessa Souterrel.
A 2015-ös Delhi Jazz Fesztiválon 5000 ember előtt képviselte Magyarországot, és magyar népzenei-indiai tradicionális zenei fúziós kollaborációt folytatott Kamal Sabri indiai sarangi művésszel.
- 2019-ben első magyar résztvevőként meghívást kapott a Wu promotion kínai művészeti ügynökségtől, egy öt szólókoncertből álló turnéra, amelyen Norbert a magyar zenekultúra illetve a kínai zene találkozását helyezte fókuszba.
- 2020-ban bemutatta Bartók A fából faragott királyfi című művének saját hangszerelésű jazz-crossover átdolgozását.
- 2019-2022-ig a Magyar Művészeti Akadémia ösztöndíjas művésze volt.
- 2020-ban Jazz doktori diplomát szerzett (DLA)
- 2021-től először mentorként, majd 2022-től zsűritagként szerepel a Virtuózok tehetségkutató műsorban.
- 2022-ben Bakuban koncertezett triójával és Sahib Pashazade tar művésszel. Ugyancsak 2022-ben nagy sikerű koncertet adott a Magyar zene házában Sumie Kaneko New York-i koto  művésszel.
- 2023-ban a Magyar Művészeti Akadémia tagjává választotta

A FINA világbajnokság nyitó programjának több zenei elemét komponálta. Filmzeneszerzői tevékenysége is jelentős, a 2022-ben készült Aranybulla című magyar filmsorozat, és a Kék, kék kék magyar játékfilm zenéjét is komponálta és koncertszerűen több alkalommal is előadta.
2023-ban  Norbert a kínai Changchun városának Jilin művészeti egyetemén a magyar és kínai népzene kapcsolatát erősítő kollaborációt indított el, amely fesztiválok workshopok és mesterkurzusok formájában valósul majd meg.
2023 júniusában első magyar meghívott művészként nagy sikerű szóló koncertet adott Bakuban, Azerbajdzsánban, a Baku International Piano Festivalon.
Ugyancsak 2023-ban Kazahsztánban, Norbert triója, a Jazzical trio, az Alem Saz világzenei fesztiválon egyedülálló, magyar-kazahsztáni fúziós zenei koncertet adott a Turan tradicionális kazah zenei együttessel. A koncerten a  magyar, a kazah népzene és a jazz formálódott egy zenei egésszé.
2024-ben Magyarország EU elnökségi átadóján, meghívott kiemelt művészként Ottawa-ban és New York-ban képviselte Magyarországot. Saját Bartók és Kodály átdolgozásait adta elő a Jazzical trióval, valamint szólóban. Az eseményről, és nagy sikerű koncert turnéról a kanadai és a magyar sajtó is beszámolt.
2024 októberében Norbert világkörüli szóló zongora koncert turnéra utazott, Peking, Kuala Lumpur, Tokyo, Los Angeles, és Vancouver állomásokkal. A turnén Norbert fő művészeti profilja, a magyar zenekultúra népszerűsítése volt a műsor. 
Bartók, Kodály, és Liszt műveinek jazz átdolgozása, vagy inkább zenei "utángondolása", nagy sikerrel zajlott le, mind a magyar diaszpóra, mind pedig a helyi közönség berkeiben. Norbert az utóbbi évek nagy számú külföldi szereplései folytán, kivívta magának a ,,Magyar zenekultúra utazó diplomatája'' címet.
Norbert 2025-ben, művészeti, edukációs, és a magyar zenekultúráért tett tevékenységéért elismerésül Liszt Ferenc díjban részesült
2025-ben  Norbert elkészült újabb filmzenéjével, a Bartók Béla New York-ban töltött utolsó éveit feldolgozó játékfilm, a Testamentum zenéjével. 
Bartók eredeti művei mellett, saját Káel kompozíciók is szerepelnek a filmzene listáján

## Mesterkurzusok
Norbert az előadó-művészeten kívül nagy hangsúlyt helyez az oktatásra, főként a mesterkurzusokra. A Liszt Ferenc Zeneművészeti Egyetemen improvizációs technikákat tanít klasszikus zenei képzésben részesülő zongoristák számára.
Ezen kívül workshopokat, és előadásokat tart világszerte. Mesterkurzusokat és workshopokat tartott már Mexikóban, Németországban, Spanyolországban és Indiában és Kínában, ahol a Changchun városában található Jilin művészeti egyetem vendég professzori pozícióra kérte fel Norbertet.

## Fontosabb koncertek
- 2008: Lincoln Center of the arts, New York
- 2014: Művészetek Palotája, Budapest, 2 zongorás koncert Binder Károllyal
- 2014: Cancún, Mexikó, szóló zongora koncert, és mesterkurzus a Magyar fesztiválon
- 2014: Great Hungarian Songbook 1 MÜPA, Budapest (Nagy-Kálózy Eszterrel és Hirtling Istvánnal)
- 2015: Új Delhi, India Szóló koncert a Delhi International Jazz fesztiválon, és turné – Delhi, Hyderabad
- 2016: Great Hungarian Songbook 2 MÜPA, Budapest (Tompos Kátyával és Takács Nikolasszal)
- 2019 szóló zongora koncert turné Spanyolországban – Santander, Bilbao, Madrid
- 2019: Jazzical trio turné Mexikóban – Mexikóváros, Puebla, Eurojazz Fesztivál
- 2019: Szóló zongora koncertturné Kínában – Wuhan, Chongquing, Liuzhou, Nanchang, és Kunming
- 2020: Bartók Béla: A fából faragott királyfi − jazz trio átdolgozás a Jazzical trioval és Vizin Viktóriával
- 2021: Great Hungarian Songbook 3, MÜPA, Budapest (Behumi Dórával és Pál Dénessel)
- 2021: Jazzical trio Liszt koncertje a Zeneakadémián
- 2022: Dubai, Emirátusok: „Norbert Kael and the Virtuosos” Koncert a dubai világkiállításon, a Virtuózok televíziós tehetségkutató műsor résztvevőivel
- 2022: Baku, Azerbajdzsán: koncert a Jazzical trióval és Sahib Pashazade-val
- 2023: Párizs, Franciaország: Szólókoncert a Liszt intézet koncerttermében
- 2023 Szóló koncert a bakui nemzetközi zongorafesztiválon
- 2023 Jazzical Trio koncert Astanában, Kazahsztánban, az Alem Saz világzenei fesztiválon, első magyar meghívott fellépőként
- 2024 Szóló koncert turné USA-ban, New York és Philadelphia
- 2024 Kanada/USA turné a Jazzical trióval
- 2024 október, Szóló zongora koncert turné, Peking, Kuala Lumpur, Tokyo, Los Angeles, Vancouver
- 2025 május, Szóló zongora koncert az osakai Expo 2025 világkiállításon
- 2025 Norbert a Testamentum című filmhez komponált zenéje jelölést kapott a Mozgókép 2025 filmfesztivál legjobb filmzene kategóriában

## Filmzene
- 2013 A Munkácsy életút – dokumentumfilm
- 2015: Gyurika − egy pólós vallomásai, dokumentumfilm
- 2018: „Fényképezte Zsigmond Vilmos” − dokumentumfilm
- 2021: Kék, kék, kék; tévéfilm
- 2022: A szájhős; tévéfilm
- 2022: Az aranybulla; filmsorozat
- 2024 A következő megálló -  kisjátékfilm
- 2025 Testamentum -  játékfilm